# A391-es autópálya (Németország)
Az A391-es autópálya (németül: Bundesautobahn 391) egy autópálya Németországban. Hossza 13 km.